# 2017 في إسبانيا
فيما يلي قوائم الأحداث التي وقعت خلال عام 2017 في إسبانيا.

## أحداث
- 6 سبتمبر – الأزمة الدستورية الإسبانية 2017
- 1 أكتوبر – استفتاء استقلال كتالونيا 2017
- 17 أغسطس – هجوم برشلونة 2017

## سياسة

### تعيين في المنصب
- 14 يوليو – خوردي تورول Minister of the Presidency of the Government of Catalonia  [لغات أخرى]‏.

### انتهاء فترة المنصب
- 27 أكتوبر – خوردي تورول Minister of the Presidency of the Government of Catalonia  [لغات أخرى]‏،عضو البرلمان الكاتالوني ‏.
- 27 أكتوبر – كارلس بوتشدمون رئيس حكومة كاتالونيا، عضو البرلمان الكاتالوني ‏.

## رياضة
- 26 يناير – تروفيو بوريرز-فيلانيتكس-سيس سالينس-كامبوس 2017 الفائزون أندريه جريبيل، بابلو توريس، فريق إسبانيا لركوب الدراجات للرجال 2017، جوناس فان جينشتن، Evgeny Shalunov [الإنجليزية]‏، دانيال مكلاي.
- 27 يناير – تروفيو سيرا دي ترامونتانا 2017 الفائزون تيم فيلانز، Louis Vervaeke [الإنجليزية]‏، فيسينت غارسيا دي ماتيوس، لوتو سودال 2017 [الإنجليزية]‏، يورغن رويلاندز، Jon Irisarri [الإنجليزية]‏.
- 28 يناير – تروفيو أندراتكس-ميرادور ديس كولومر 2017 الفائزون تيم فيلانز، Rafael Márquez  [لغات أخرى]‏، أليخاندرو بالبيردي، تيسج بنوت، سيباستيان مورا، لوتو سودال 2017 [الإنجليزية]‏، Mikel Bizkarra [الإنجليزية]‏.
- 29 يناير – تروفيو بالما 2017 الفائزون ناصر بوهاني، دانيال مكلاي، نيرو كوينتانا، أليخاندرو بالبيردي، Pello Olaberria  [لغات أخرى]‏، Roompot-Nederlandse Loterij 2017  [لغات أخرى]‏، ماتيو بيلوتشي.
- 11 فبراير – فولتا مورسيا 2017 الفائزون أليخاندرو بالبيردي، Jhonatan Restrepo [الإنجليزية]‏، موفيستار، باتريك كونراد.
- 12 فبراير – طواف ألميريا 2017 الفائزون روديجر سليج، ينس ديبوشار، ماغنوس كورت نيلسن.
- 1 أبريل – جائزة ميغيل إندوراين 2017 الفائزون سيرجيو هيناو، مايكل وودز، سيمون ييتس.
- 2 أبريل – فولتا لا ريوخا 2017 الفائزون روري سذرلاند، خوسيه خواكين روخاس، مايكل ألباسيني.
- 9 أبريل – كلاسيكا بريمافيرا 2017 الفائزون جوركا إيزاجير، Wilmar Paredes [الإنجليزية]‏، Rui Vinhas [الإنجليزية]‏.
- 25 يوليو – برويبا فيلافرانسا دي أورديزيا 2017 الفائزون ديمتري ستراخوف، بنجامين براديس، Sergey Shilov (cyclist) [الإنجليزية]‏.
- 29 يوليو – طواف سان سيباستيان 2017 الفائزون توني قالوبا، باوك موليما، ميكال كوياتكووسكي.
- 31 يوليو – سيركويتو دي جيتكسو 2017 الفائزون انجيل مادرازو، خوسيه هييرادة، كارلوس باربيرو.

## برامج ومسلسلات وأنمي
- فتيات الكابل
- بيت من ورق

## وفيات

### أبريل
- 9 أبريل – كارمي تشاكون (مواليد 1971)

### يونيو
- 4 يونيو – خوان غويتيسولو (مواليد 1931) كاتب إسباني.

### أغسطس
- 3 أغسطس – أنغيل نييتو (مواليد 1947) متسابق دراجات نارية إسباني.

### أكتوبر
- 28 أكتوبر – مانويل سانشيز مارتينيز (مواليد 1938) لاعب كرة قدم إسباني.

### نوفمبر
- 6 نوفمبر – فيليسيانو ريفيلا (مواليد 1936) لاعب كرة قدم إسباني.